# رصدخانه اصفهان
رصدخانه اصفهان (انگلیسی: Isfahan Observatory) یا رصدخانه ملکشاه در دوران حکومت سلجوقیان و به فرمان ملکشاه یکم توسط خیام در اصفهان ساخته شد. و مدت کمی بعد از مرگش در سال ۱۰۹۲ میلادی بسته شد. از روی کار روی این رصد خانه بود که گاه‌شماری جلالی ایجاد شد. البته جدا از بحث ایجاد تقویم اطلاعات دیگری از منظور تأسیس این رصد خانه در دسترس نیست.

## سابقه
در ۱۰۷۳ میلادی از شاعر و منجم عمر خیام به منظور ساخت رصدخانه در اصفهان دعوت کرد. رصدخانه در سال ۱۰۷۴ به بهره‌برداری رسید و برنامه‌ریزی شده بود تا به مدت سی سال فعالیت کند که طول سالهای گردش زحل به دور خورشید می‌باشد. پنج سال بعد از آغاز تحقیق در ۱۰۷۹ خیام تقویم اصلاح شده و زیج (کتابی که برای محاسبه موقعیت سیارات استفاده می‌شود) را منتشر کرد. رصد خانه به مدت ۱۸ سال فعال بود و مدت کوتاهی بعد از مرگ ملکشاه به دلیل نبود حمایت مالی بسته شد.

## مکان
مقاله‌های پیشین موقعیت رصدخانه را اطراف نیشابور یا ری یا مرو نشان می‌داد. اما تحقیقات اخیر موقعیت رصدخانه را اطراف اصفهان نشان می‌دهد.